# Turistická značená trasa 4314
 Turistická značená trasa 4314 je 9,5 km dlouhá zeleně značená trasa Klubu českých turistů v Železných horách a okrese Chrudim spojující Běstvinu s hradem Oheb. Její převažující směr je východní. Trasa se nachází na území CHKO Železné hory.

## Průběh trasy
Trasa má svůj počátek v centru Běstviny na rozcestí se zde průchozí modře značenou trasou 1934 vedoucí z Chotěboře na hřeben Železných hor. Trasa stoupá severovýchodním směrem nejprve zástavbou obce a poté polní cestou kolem samoty Na Župandě. V souběhu s červeně značenou trasou 0450 spojující Třemošnici s Horním Bradlem prochází zalesněným sedlem v hlavním hřebenu Železných hor. Za ním po polní cestě klesá stále severovýchodním směrem do Počátek, kterými prochází v krátkém souběhu se žlutě značenou trasou 7343 od vodní nádrže Seč do Třemošnice. Z Počátek pokračuje po asfaltové komunikaci do Žďárce u Seče přičemž několikrát mění směr. V něm se nachází rozcestí se zde výchozí žlutě značenou trasou 7468 vedoucí opět k vodní nádrži Seč. Trasa 4314 pokračuje stále po asfaltové komunikaci jihovýchodním směrem do Seče jejímž centrem prochází v souběhu s modře značenou trasou 1917 vedoucí ze západního břehu nádrže do Heřmanova Městce. Trasa 4314 poté klesá jižním směrem po silnici II/343 k hrázi nádrže, před kterou se nachází rozcestí opět s trasou 7343, která se končí. Přechází dále hráz a asi 0,5 km za ní končí pod hradem Oheb na rozcestí s modře značenou trasou 1915 z Horního Bradla do Nasavrk.

## Historie
Mezi Sečí a přehradní hrází nevedla dříve trasa po silnici, ale přes sídliště 9. května a dále po polní cestě k parkovišti.

## Turistické zajímavosti na trase
- Zámek Běstvina
- Platan v Běstvině
- Kaple svatého Jana Nepomuckého v Běstvině
- Naučná stezka Krajem Železných hor
- Národní přírodní památka Kaňkovy hory
- Zvonice v Horních Počátkách
- Zvonička ve Žďárci u Seče
- Kostel svatého Štěpána v Seči
- Kostel svatého Vavřince v Seči
- Hrad Vildštejn
- Vodní nádrž Seč
- Přírodní rezervace Oheb
- Hrad Oheb